# Parco nazionale Bromo-Tengger-Semeru
Il parco nazionale Bromo-Tengger-Semeru (in indonesiano Taman Nasional Bromo Tengger Semeru; abbreviato in TNBTS) è un'area protetta dell'Indonesia situata nella provincia di Giava Orientale, a est di Malang e Lumajang, a sud di Pasuruan e Probolinggo e a sud-est di Surabaya, la capitale provinciale. È l'unica area protetta dell'Indonesia in cui sia possibile osservare un mare di sabbia, il mare di sabbia del Tengger (Laut Pasir Tengger), che circonda la caldera di un antico vulcano (il Tengger), da cui sono emersi quattro nuovi coni vulcanici. Questo paesaggio unico copre una superficie totale di 525 km² ad un'altitudine di circa 2100 m. Nel parco si trovano anche la cima più alta di Giava, il Semeru (3676 m), quattro laghi e 50 fiumi. La regione è abitata dal popolo tenggerese. L'esplosione del vulcano che creò la caldera, avvenuta circa 45000 anni fa, fu un evento simile all'eruzione del Krakatoa.
Il mare di sabbia del Tengger è protetto dal 1919, ma il parco nazionale è stato istituito nel 1982.

## Geografia

### Morfologia
Il parco comprende l'intero gruppo montuoso del Tengger, un'area costituita da un apparato vulcanico attivo circondato da una distesa di sabbia.
Nel complesso vulcanico del Tengger una nuova caldera vulcanica si è formata all'interno di una più grande caldera preesistente. Dalla caldera sorgono cinque vulcani: il Bromo (2329 m), il Batok (2470 m), il Kursi (2581 m), il Watangan (2661 m) e il Widodaren (2650 m). Il Batok è l'unico di essi non più attivo ed è ricoperto da alberi di casuarina (in indonesiano cemara). Sul Widodaren, situato accanto al Batok, si trova una grotta considerata sacra dalla popolazione locale.
I cinque vulcani all'interno della caldera sono circondati da una vasta distesa di sabbia chiamata «mare di sabbia del Tengger», che a sua volta è circondata dalla ripida parete craterica della più estesa caldera, con dislivelli di circa 200-600 metri. Altri monti che sorgono attorno alla caldera sono il Pananjakan (2770 m), il Cemorolawang (2227 m), il Lingker (2278 m), il Pundak Lembu (2635 m), il Jantur (2705 m), l'Ider-ider (2527 m) e il Mungal (2480 m). La vetta del Pananjakan è la meta più popolare per osservare l'intero complesso vulcanico.
Più a sud, sempre all'interno dei confini del parco, sorge un altro complesso vulcanico, il gruppo del Semeru (o del Jambangan), che ospita la cima più alta di Giava, il Semeru (3676 m), oltre ad altre montagne come il Lanang (2313 m), l'Ayek-ayek (2819 m), il Pangonan Cilik (2833 m), il Keduwung (2334 m), il Jambangan (3020 m), il Gentong (1951 m), il Kepolo (3035 m) e il Malang (2401 m). Nelle foreste sulle pendici scorrono molti fiumi che seguono il tracciato delle antiche colate laviche del Semeru. Il complesso del Semeru è considerato un'area molto attiva, poiché espelle periodicamente materiali vulcanici come lava, ceneri vulcaniche e nubi piroclastiche che vengono diffusi nella regione circostante. Il massiccio vulcanico è circondato da fertili risaie.

### Clima
Il clima del Bromo-Tengger-Semeru è freddo, soprattutto in inverno, da maggio a settembre. Le precipitazioni estive sono abbondanti, mentre in inverno le piogge sono scarse o addirittura assenti. D'inverno le temperature notturne scendono comunemente sotto lo zero, con possibilità di gelate e imbiancate di neve. Tale tipo di clima viene classificato come «subtropicale di altopiano».
| Podokoyo            | Mesi | Mesi | Mesi | Mesi | Mesi | Mesi | Mesi | Mesi | Mesi | Mesi | Mesi | Mesi | Stagioni | Stagioni | Stagioni | Stagioni | Anno  |
| Podokoyo            | Gen  | Feb  | Mar  | Apr  | Mag  | Giu  | Lug  | Ago  | Set  | Ott  | Nov  | Dic  | Inv      | Pri      | Est      | Aut      | Anno  |
| ------------------- | ---- | ---- | ---- | ---- | ---- | ---- | ---- | ---- | ---- | ---- | ---- | ---- | -------- | -------- | -------- | -------- | ----- |
| T. max. media (°C)  | 16,5 | 16,7 | 16,9 | 16,7 | 16,7 | 16,1 | 15,6 | 15,8 | 16,3 | 16,9 | 16,7 | 16,6 | 16,6     | 16,8     | 15,8     | 16,6     | 16,5  |
| T. media (°C)       | 12,8 | 12,9 | 13,2 | 12,8 | 12,6 | 11,9 | 11,1 | 11,3 | 11,7 | 12,6 | 13,1 | 12,9 | 12,9     | 12,9     | 11,4     | 12,5     | 12,4  |
| T. min. media (°C)  | 9,2  | 9,1  | 9,6  | 9,0  | 8,6  | 7,8  | 6,7  | 6,8  | 7,2  | 8,3  | 9,5  | 9,2  | 9,2      | 9,1      | 7,1      | 8,3      | 8,4   |
| Precipitazioni (mm) | 297  | 337  | 350  | 184  | 105  | 64   | 37   | 15   | 19   | 69   | 141  | 315  | 949      | 639      | 116      | 229      | 1 933 |

## Ecosistema

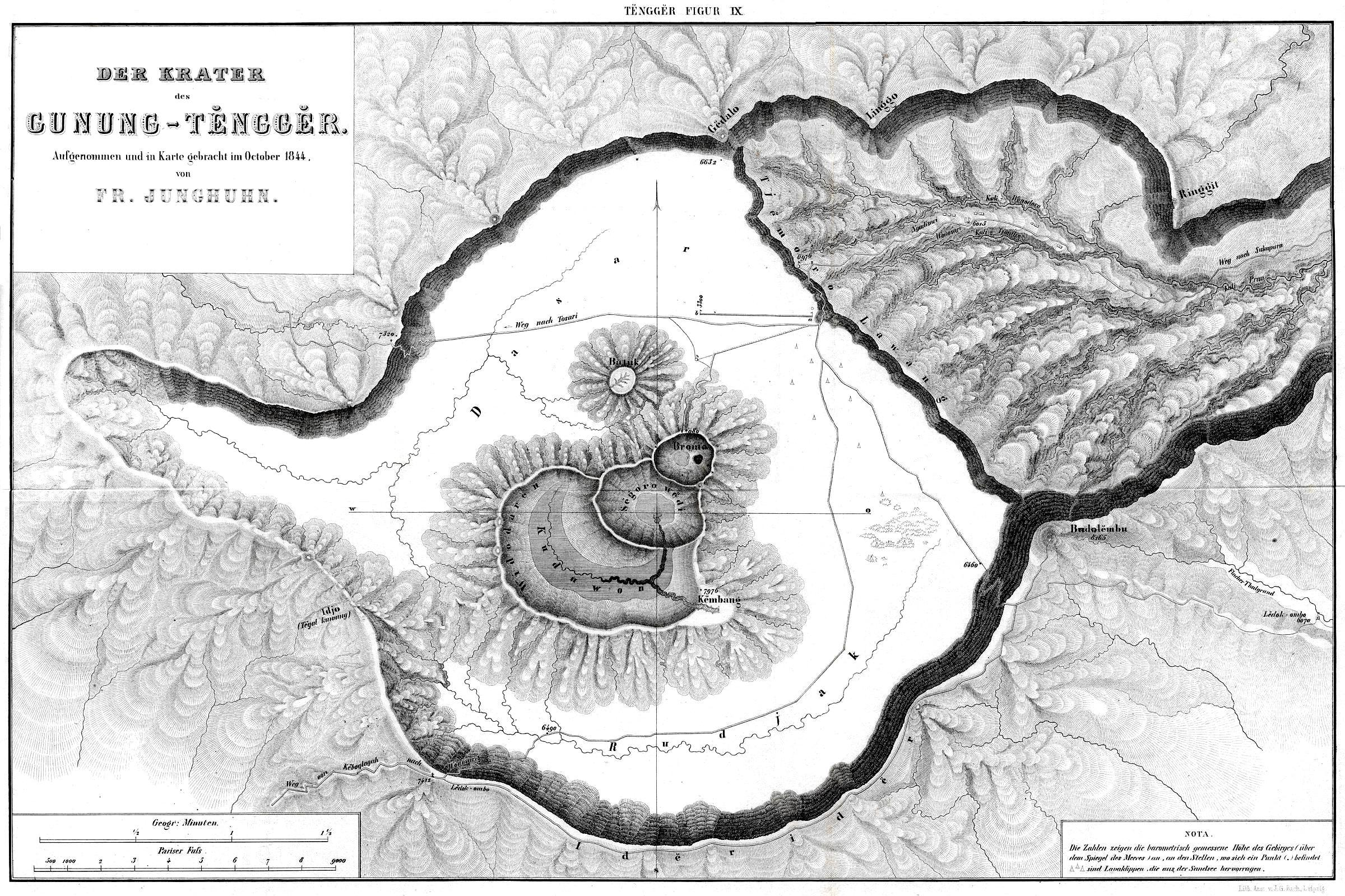
Mappa del 1844 realizzata dal tedesco Franz Wilhelm Junghuhn della caldera del Tengger, indicante i vulcani in essa presenti.

In base all'altezza e alle differenze di temperatura, le foreste della regione possono essere ripartite in tre zone distinte:

### Zona sub-montana (750-1500 m)
La foresta di questa zona è di tipo pluviale tropicale. Si può incontrare sulle pendici rivolte a sud dei monti Semeru, Semeru Est (Burno) e Semeru Ovest (Patok Picis). Vi dominano piante delle famiglie Fagacee, Moracee, Anacardiacee, Sterculiacee e Rubiacee, ma vi sono anche piante rampicanti dei generi Calamus, Piper, Asplenium e Begonia, e specie delle famiglie Aracee, Poacee e Zingiberacee. In questa zona si trovano anche 225 specie di orchidee.

### Zona montana (1500-2440 m)

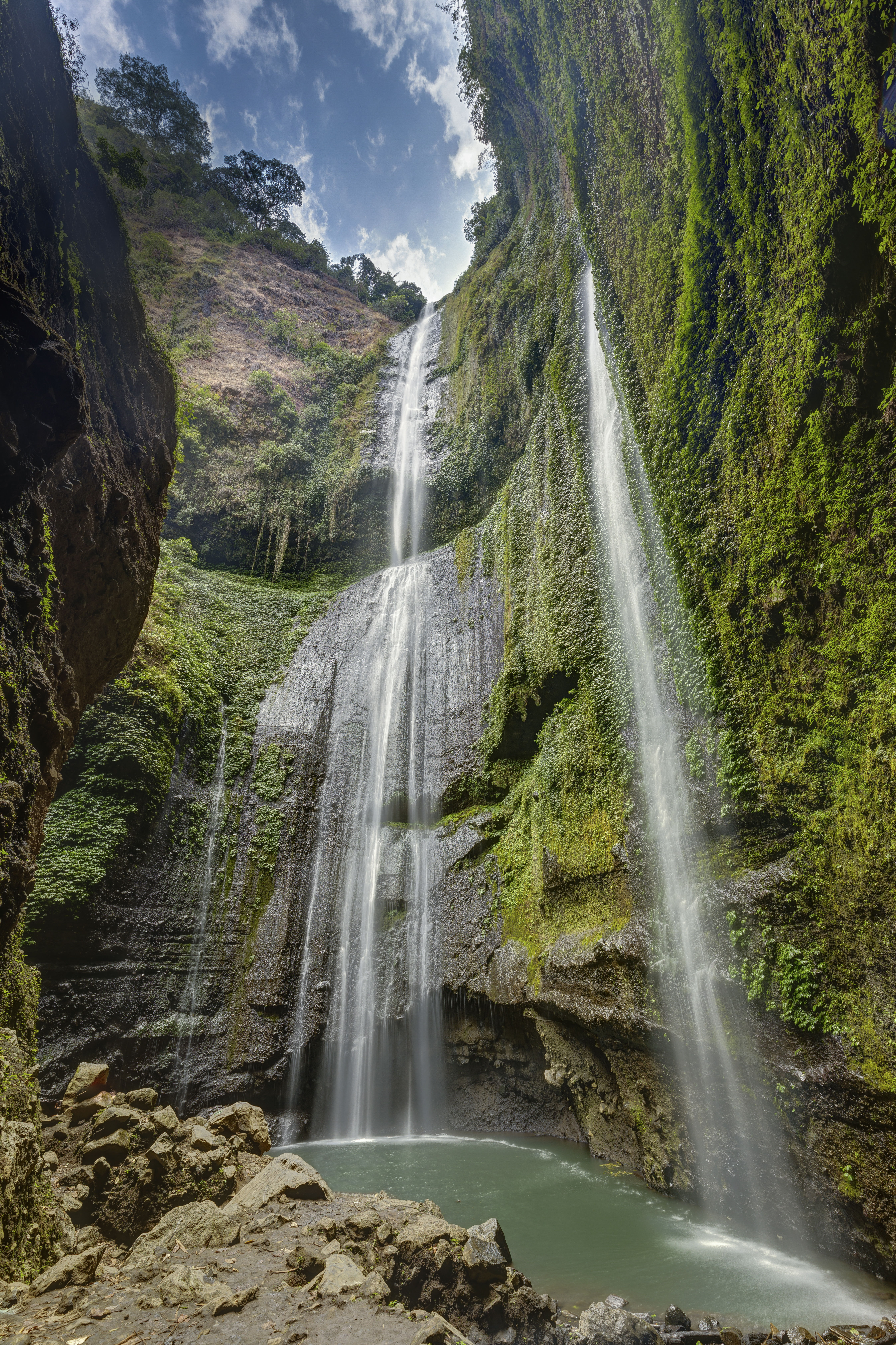
Madakaripura Waterfall

In questa zona la vita vegetale diminuisce notevolmente. La maggior parte delle piante che vi crescono sono specie pioniere, ma sono presenti anche piante dal tronco legnoso come la cemara (Casuarina junghuhniana), il mentinggi gunung (Vaccinium varingifolium), il kemlandingan gunung (Paraserianthes lophantha) e la mimosa verde (Acacia decurrens), e piante erbacee come la stella alpina di Giava o senduro (Anaphalis longifongila e A. javanica), Imperata cylindrica, Pteris sp., Themeda sp. e Centella asiatica.
Il mare di sabbia e la caldera del Tengger costituiscono un ecosistema speciale: l'area è ricoperta dalla sabbia vulcanica sedimentatasi a seguito delle attività del Bromo. Si ritiene che questa sia l'unica area desertica conosciuta dell'Indonesia. Il mare di sabbia è protetto dal 1919.

### Zona sub-alpina (sopra i 2400 m)
In questa zona prevalgono il mentinggi gunung (Vaccinium varingifolium) e il cemara (Casuarina junghuhniana), nonché il kemlandingan gunung (Albizia lophantha) e la stella alpina di Giava.
Sul monte Semeru, al di sopra dei 3100 m di altitudine, non c'è più vita vegetale e l'area è ricoperta da arenaria.

## Flora e fauna
In questo parco trovano protezione alcune piante a rischio di estinzione, come varie Fagacee, Moracee, Sterculiacee, la Casuarina junghuhniana, la stella alpina di Giava e circa 200 specie di orchidee endemiche.

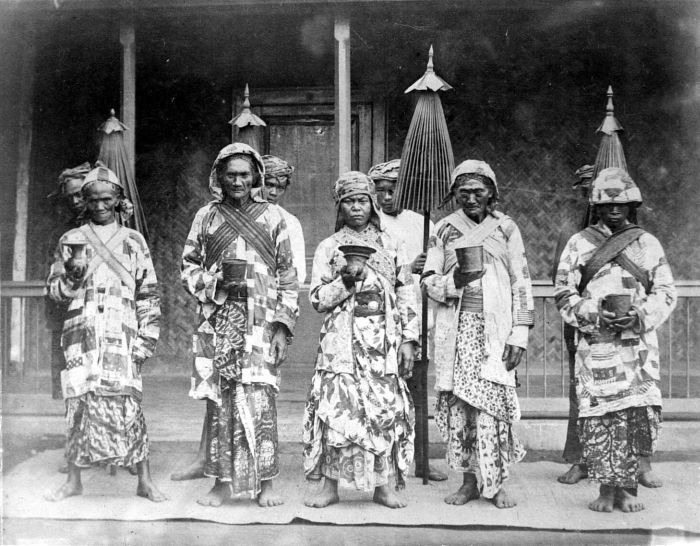
Sacerdoti induisti del popolo tengger.

La varietà faunistica del parco nazionale Bromo-Tengger-Semeru è relativamente scarsa. Vivono qui circa 137 specie di uccelli, 22 specie di mammiferi e 4 specie di rettili protette. Tra questi ricordiamo lo sparviero besra, il pavone verde, il sambar dalla criniera, il cuon di Sumatra, il macaco cinomolgo, il gatto della Sonda e il leopardo di Giava.

## Popolazione
L'area del parco e quella circostante sono abitate dai tenggeresi, una delle poche comunità indù numerose rimaste sull'isola di Giava. La loro popolazione di circa 600000 abitanti è concentrata in trenta villaggi sulle isolate montagne del Tengger, come il Bromo e le aree all'interno del parco. La religione locale è un residuo dell'era Majapahit ed è quindi abbastanza simile a quella di Bali, sebbene arricchita di elementi ancora più animisti. Si ritiene che i tenggeresi siano discendenti dell'antico impero di Majapahit che furono spinti sulle colline dopo l'arrivo in massa nella regione dei maduresi musulmani nel XIX secolo.

## Galleria d'immagini

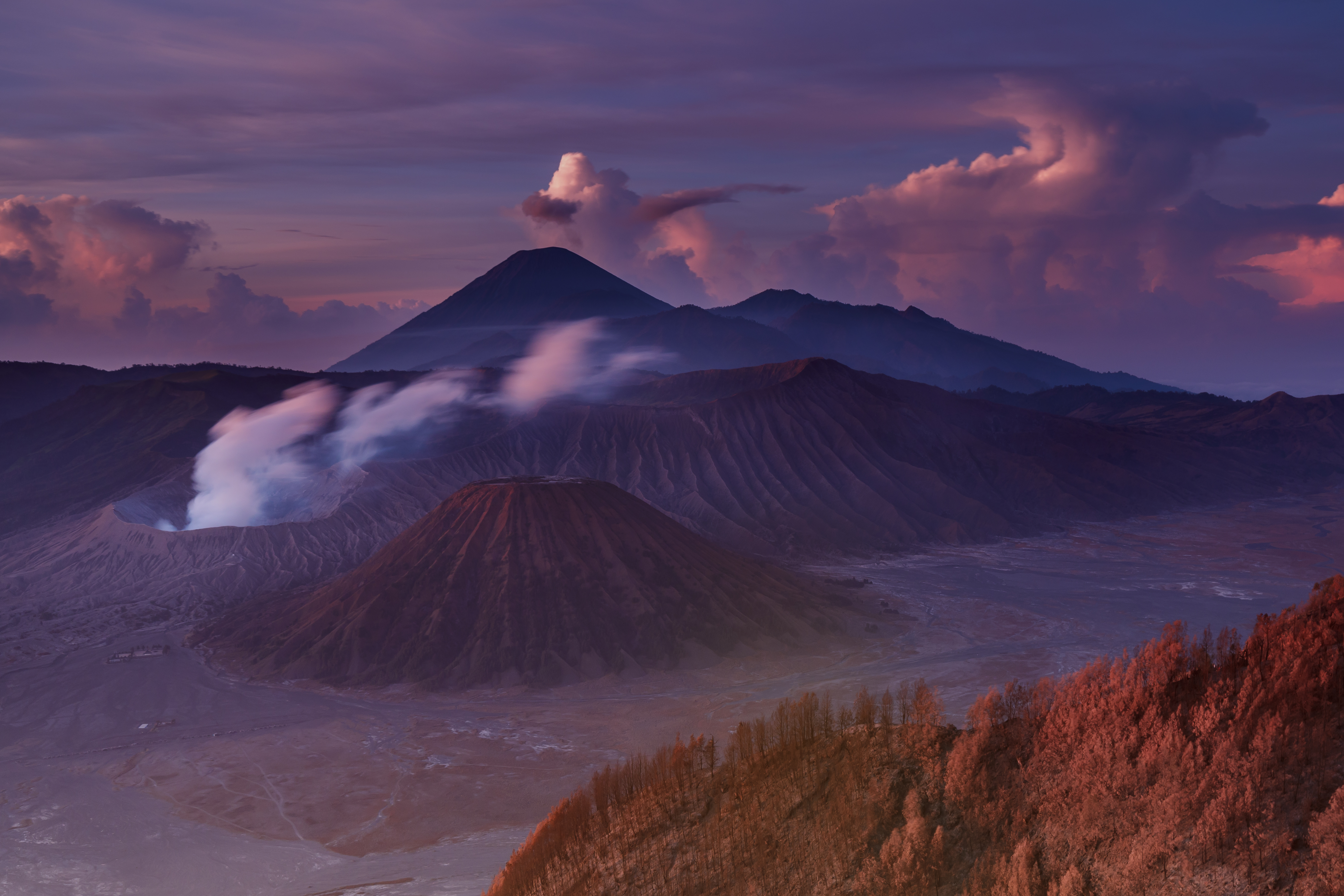
Alba sul Bromo
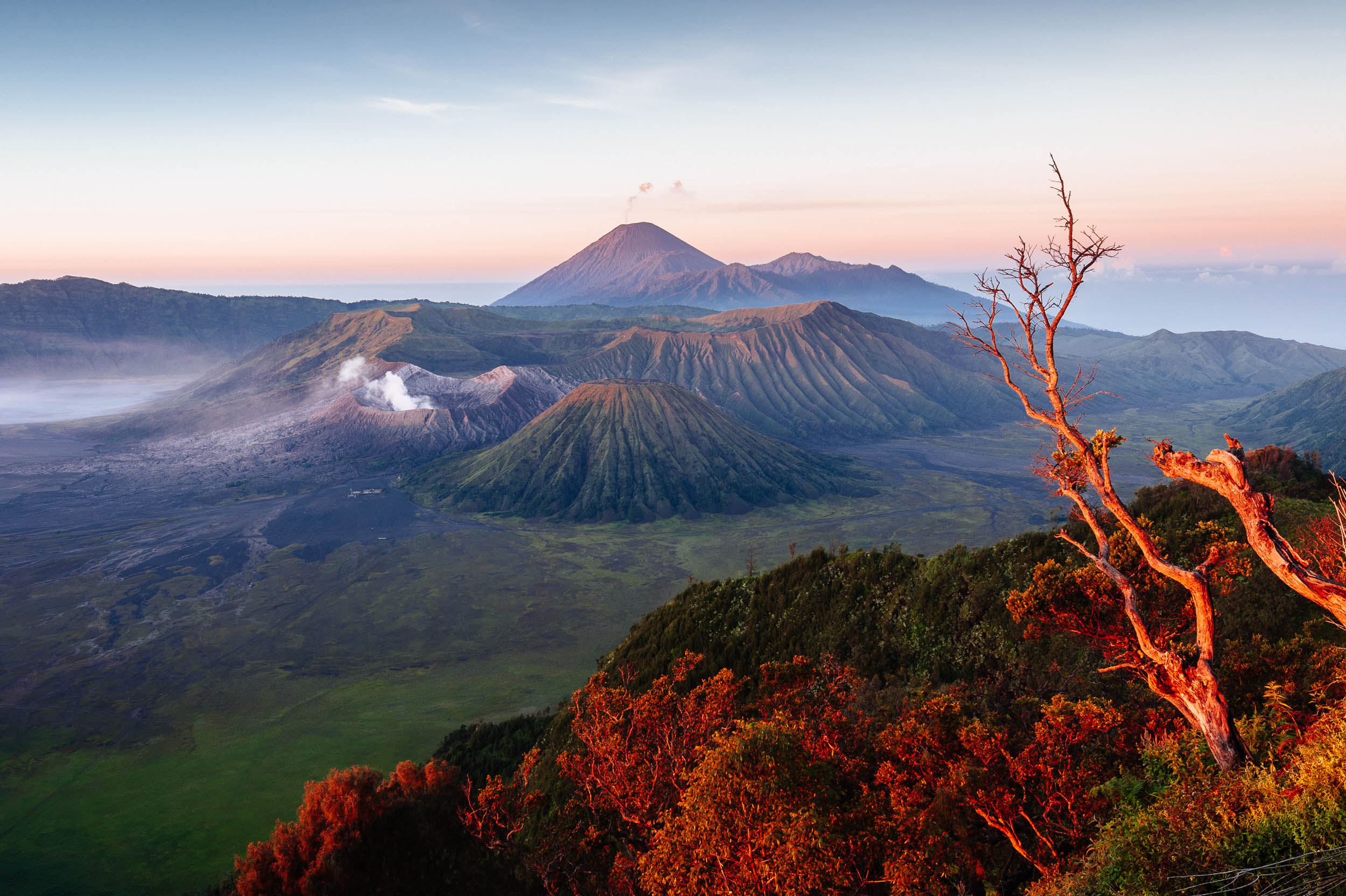
La caldera del Tengger all'alba
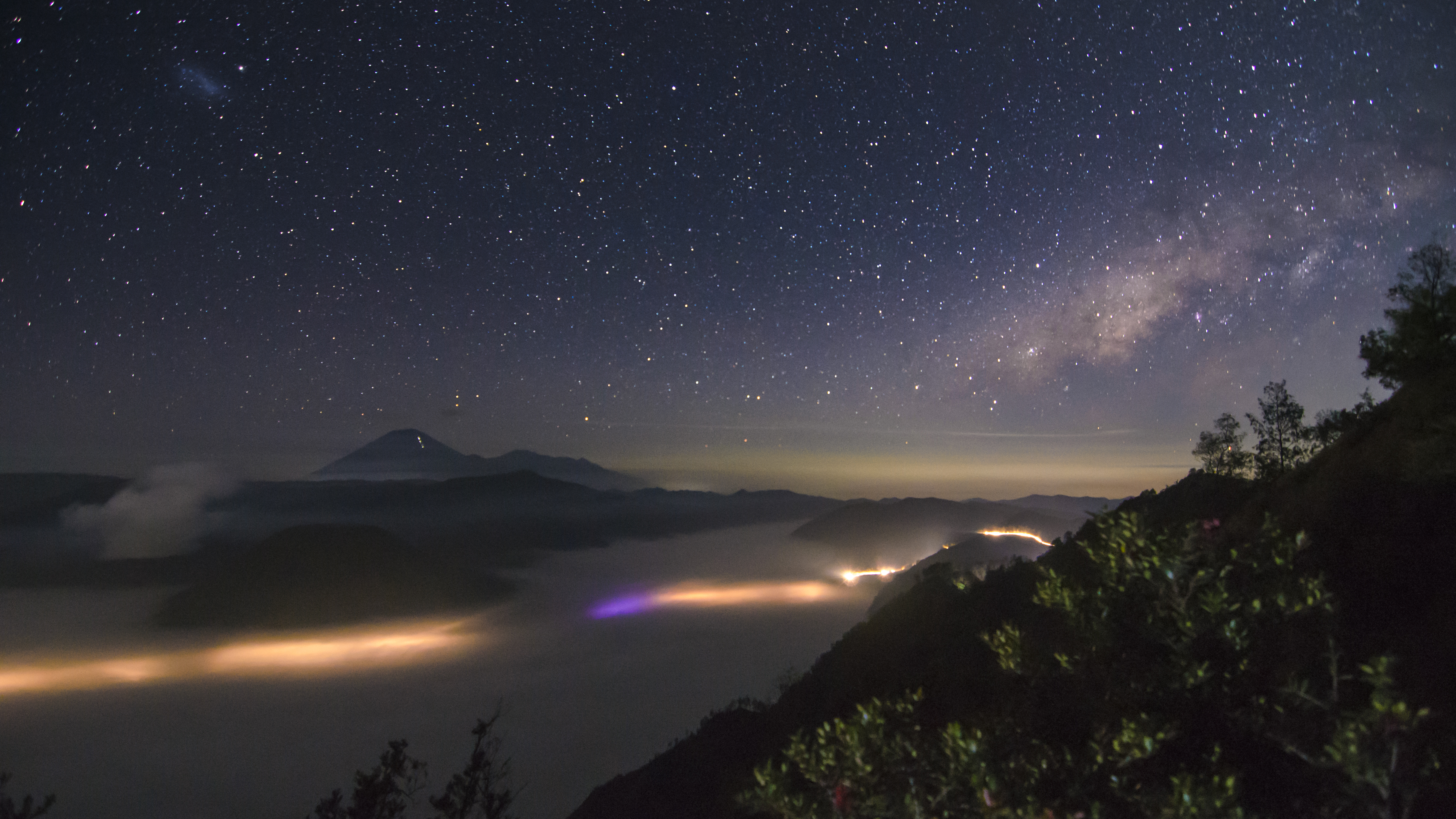